# Claudio Pizarro
Claudio Pizzaro (født 3. oktober 1978 i Callao) er en peruviansk fodboldspiller, der spiller i tyske Werder Bremen.
Han har tidligere spillet for klubben i flere omgange, og han har desuden spillet for blandt andet engelske Chelsea F.C. samt i to omgange for Bayern München.
Pizzaro har desuden spillet 85 kampe og scoret 29 mål for Perus landshold og tre gange repræsenteret sit land ved Copa América.